# MS Prinsendam
Le Prinsendam est un navire de croisière construit en 1988 par les chantiers Wärtsilä Marine de Turku. Il est mis en service le 26 novembre 1988 sous le nom de Royal Viking Sun pour la compagnie Royal Viking Line (en).

## Histoire

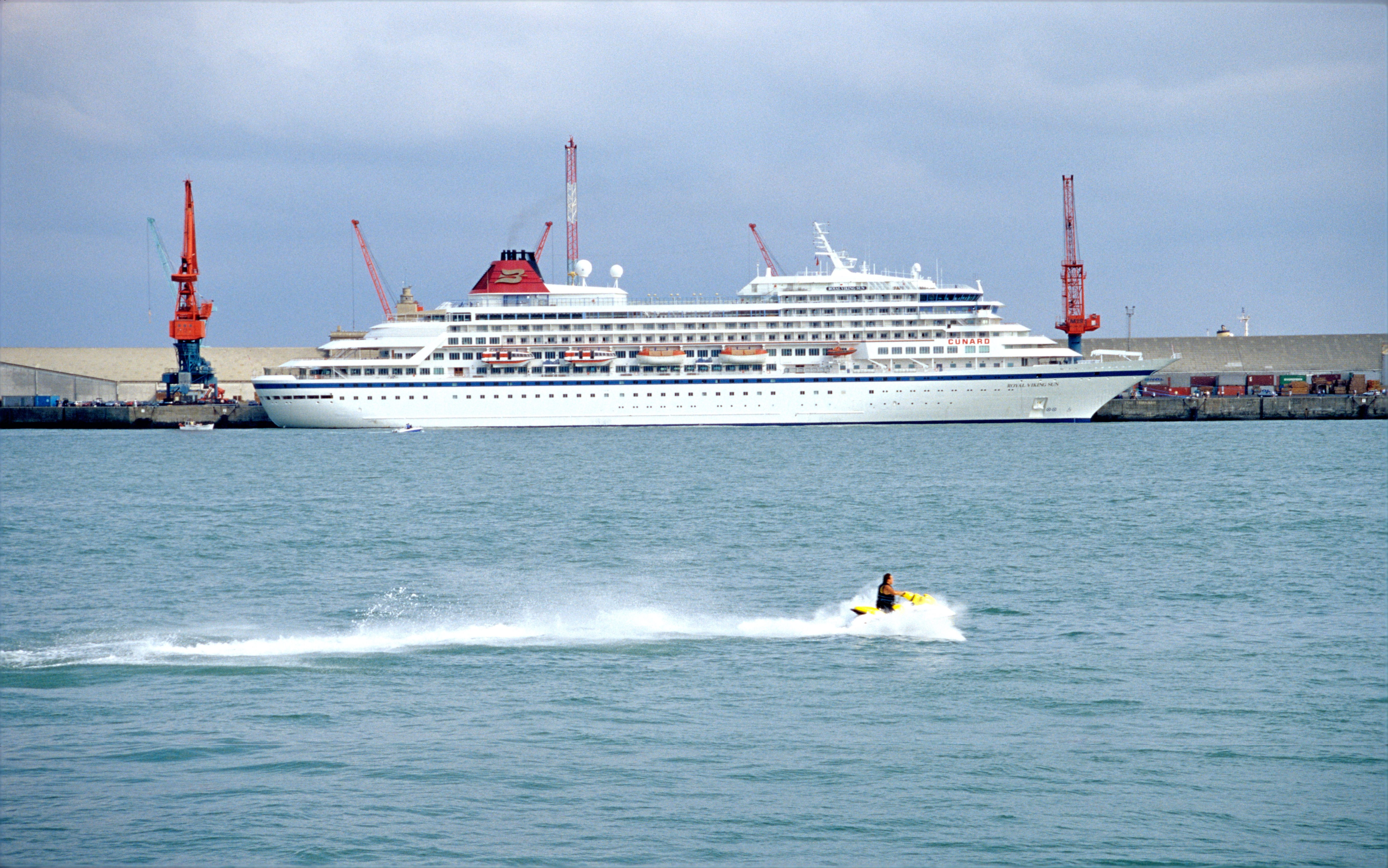
Le Royal Viking Sun à La Rochelle en septembre 1999.

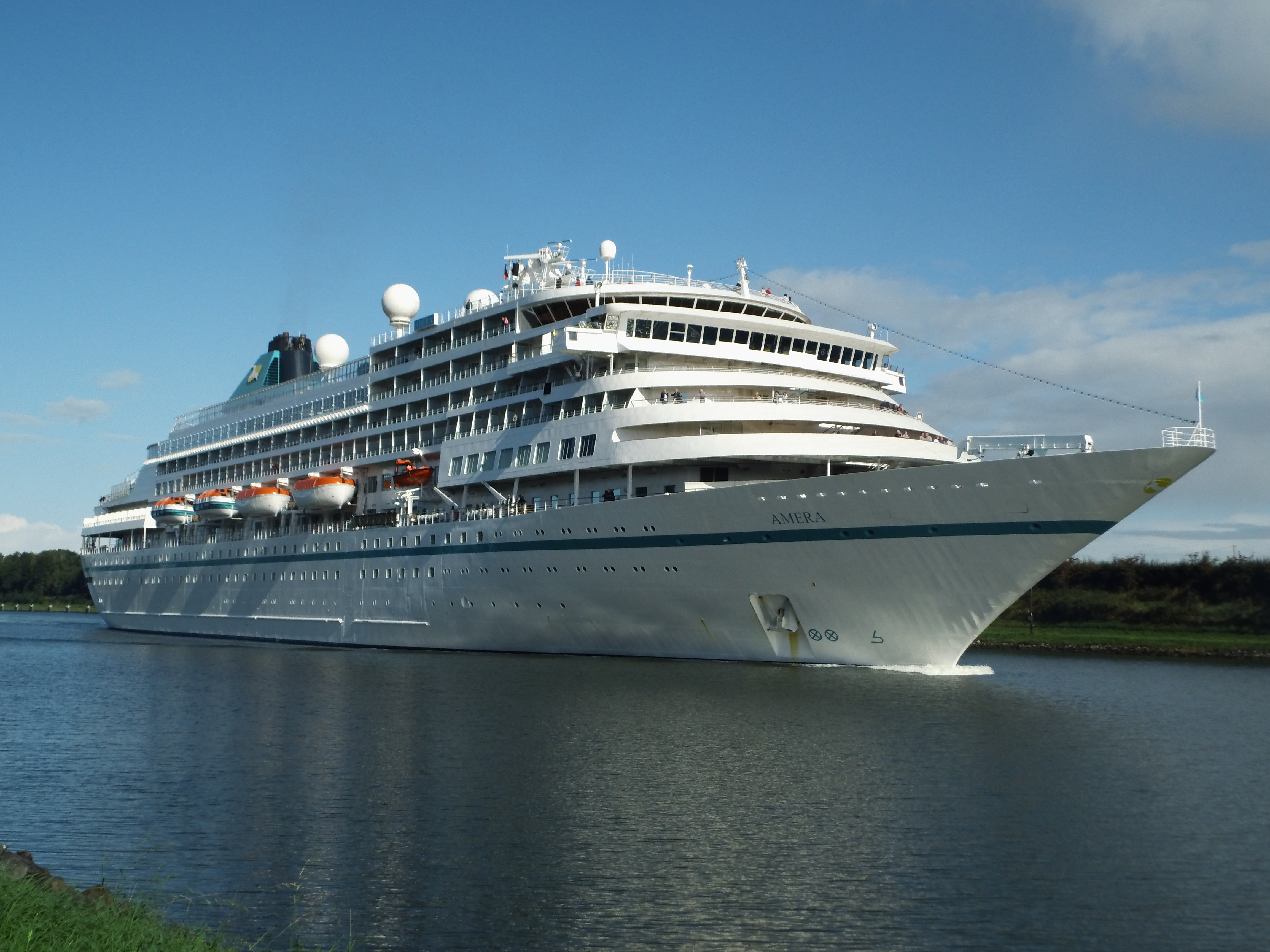
Le Amera de Phoenix Reisen dans le Canal de Kiel

Le Royal Viking Sun est un navire de croisière construit en 1988 par les chantiers Wärtsilä Marine de Turku pour la compagnie Royal Viking Line (en).
Lorsque la compagnie Royal Viking Line (en) fait faillite en 1994, le navire est racheté ainsi que les marques de la compagnie par la Cunard Line qui choisit de garder le nom du navire afin de ne pas perdre les clients fidèles au navire, réputé comme l’un des meilleurs navires du monde. Le 4 avril 1996, alors qu’il effectue une croisière vers la Mer Rouge, il s’échoue après avoir heurté un récif. Il est alors remorqué à Charm el-Cheikh avant de se rendre à La Valette afin d’y être réparé.
En 1999, la Cunard Line et la Seabourn Cruise Line sont fusionnées par leurs sociétés mère, Carnival Corporation & plc. À la suite de cette fusion, le navire est transféré à la compagnie Seabourn Cruise Line. Il est rénové et renommé Seabourn Sun. En 2002, il effectue sa dernière saison pour la Seabourn Cruise Line avant d’être vendu à la Holland America Line qui le renomme Prinsendam.
Le 1er février 2007, il est heurté par deux vagues scélérates de 12 mètres alors qu’il navigue à proximité du Cap Horn. Une quarantaine de personnes sont blessés.
Le 22 mars 2012, alors qu’il est en route vers Portimao, il reçoit un SOS d’un navire de pêche portugais avec huit personnes à bord. Le navire prend l’eau et a été abandonné par son équipage. Lorsque le Prinsendam arrive sur les lieux du naufrage, l’équipage du bateau de pêche embarque à bord d’un radeau de sauvetage. Ils sont récupérés par le navire de croisière avant qu’un hélicoptère de la Garde côtière portugaise ne vienne les récupérer afin de les ramener sur la terre ferme.

## Ponts
Le Prinsendam dispose de 9 ponts :
- Pont 1 : Dolphin
- Pont 2 : Main
- Pont 3 : Lower Promenade
- Pont 4 : Promenade
- Pont 5 : Upper promenade
- Pont 6 : Verandah
- Pont 7 : Lido
- Pont 8 : Sport
- Pont 9 : Sky

### Pont 1 - Dolphin
Le pont "Dolphin" dispose de :
- Infirmerie
- Salon "Stuyvesant"

### Pont 2 - Main
Le pont "Main" dispose de :
- Atrium
- Laverie

### Pont 3 - Lower promenade
Le pont "Lower Promenade" dispose de :
- Atrium
- Salon "Half Moon"
- Galerie d'art
- Bar "Ocean"
- Grille "Pinnacle"
- Discothèque
- Restaurant "La Fontaine"

### Pont 4 - Promenade
Le pont "Promenade" dispose de :
- Théâtre "Queen's"
- Atrium
- Bureau des excursions
- Commerce
- Galerie photos
- Café 'exploration's"
- Centre d'art culinaire
- Théâtre "Wajang"
- Salon "Oak"
- Bar "Java"
- Salon "explorer's"
- Casino
- Jacuzzi

### pont 5 - Upper promenade
Le pont "Upper Promenade" dispose de :
- Salon de beauté
- Salon de thérapie
- Centre de fitness
- Sauna
- Hammam
- Spa
- Piscine

### Pont 7 - Lido
Le pont "Lido" dispose de :
- Salon "Neptune"
- Bar "Lido"
- Grille
- Piscine
- Restaurant "Lido"
- Terrasse "Lido"

### Pont 8 - Sport
Le pont "Sport" dispose de :
- Parcours de jogging
- Court de croquet
- Golf

## Sources
- (en) Cet article est partiellement ou en totalité issu de l’article de Wikipédia en anglais intitulé « Ms Prinsendam (1988) » (voir la liste des auteurs).
- (se) « M/S ROYAL VIKING SUN », sur Faktaomfartyg.se (consulté le 8 août 2015)